# Strand (Insel)

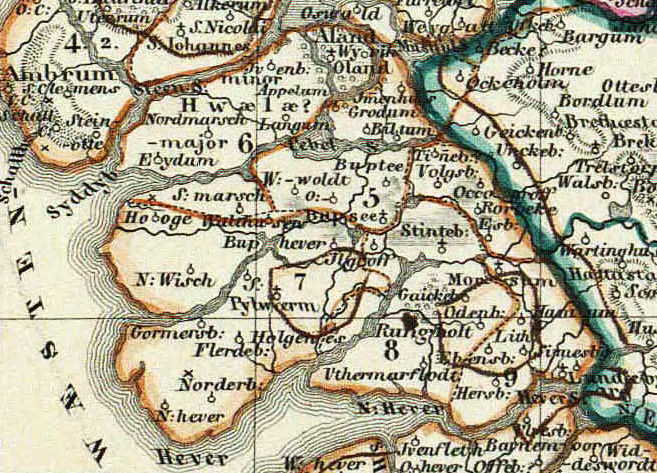
Strand und der Ort Rungholt vor der zweiten Marcellusflut 1362 (Rekonstruktion von 1850)

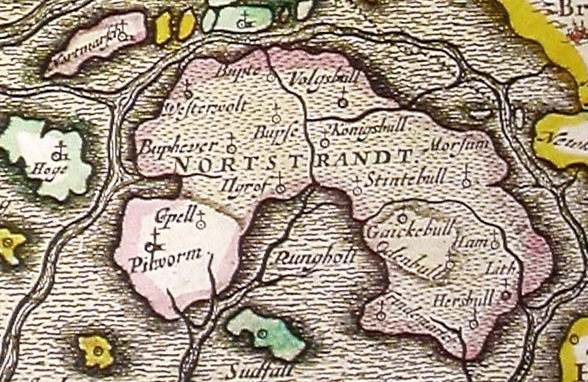
Alt-Nordstrand auf der Karte von Johannes Blaeu, 1662. Die alten Umrisse (Situation um 1620) sind noch eingezeichnet, ein Großteil der Insel aber schon als unter Wasser liegend gekennzeichnet.

Strand oder Nordstrand (auch Alt-Nordstrand) bezeichnete im Mittelalter und der Frühen Neuzeit einen Küstenabschnitt und eine spätere Insel im nordfriesischen Wattenmeer. Bekanntester Ort Strands war der Handelsort Rungholt. Aus der Küstenlandschaft entstand nach mehreren Sturmfluten im 14. Jahrhundert die kartographisch bekannte Insel Strand. In der Burchardiflut 1634 wurde die Insel schließlich auseinandergerissen. Ihre Reste bildeten die Inseln Nordstrand, Pellworm und die Hallig Nordstrandischmoor.
Die Bewohner der Insel wurden Strandfriesen genannt. In einigen Quellen des 15. Jahrhunderts wurden die Einwohner des Landes Wursten und der Elbmarschen, bisweilen sogar die Ostfriesen und Weserfriesen ebenfalls als Strandfriesen angedeutet.

## Vor der ersten großen Mandränke

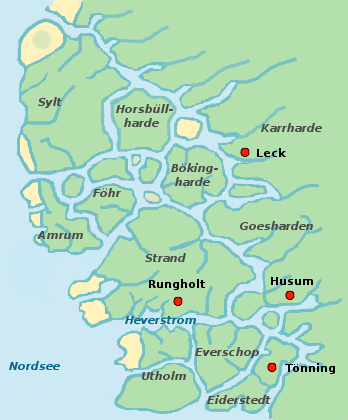
Nordfriesische Uthlande vor der zweiten Marcellusflut 1362

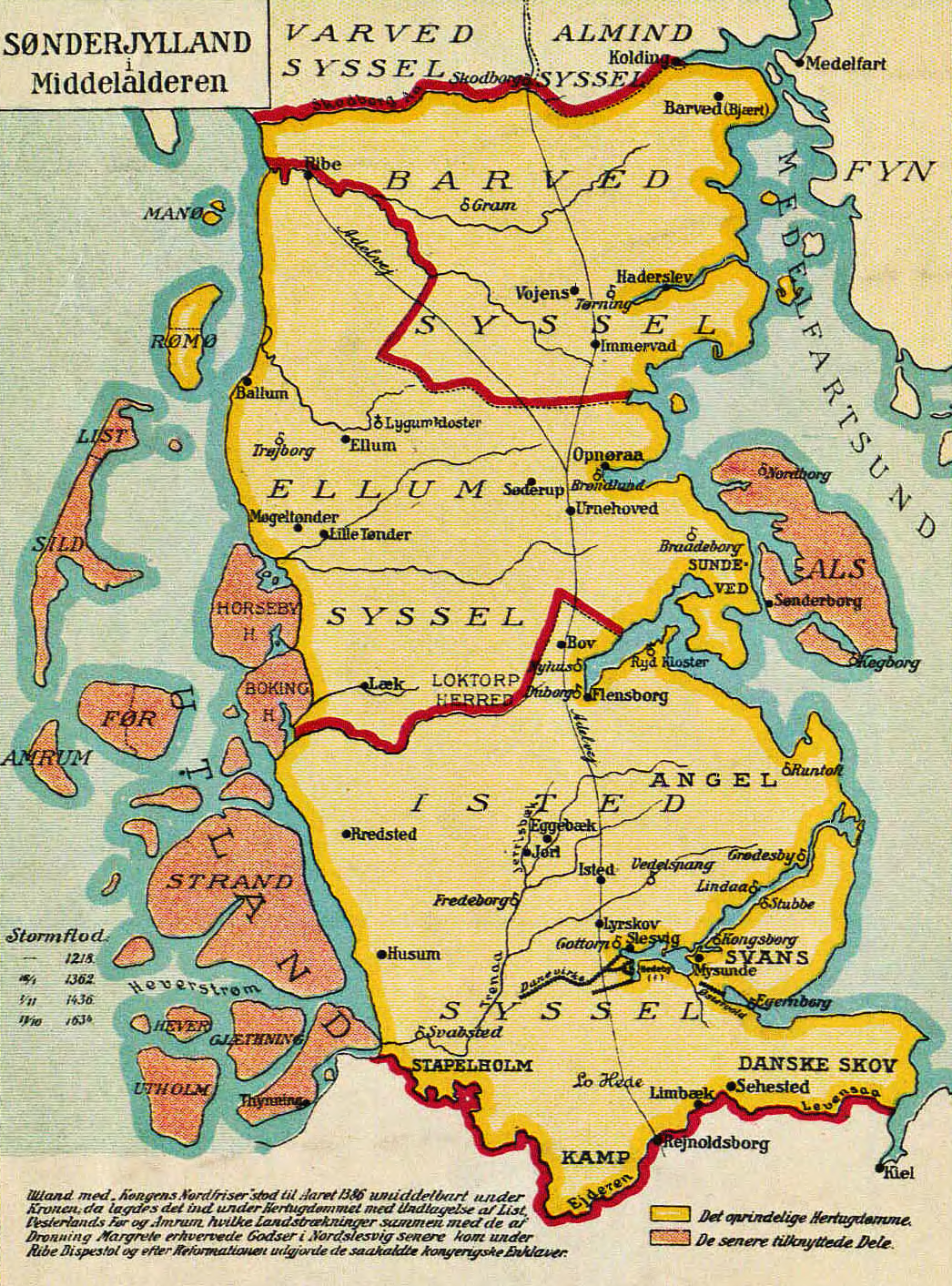
Das südliche Jütland (≈Schleswig) mit der Landschaft Strand als Teil der nordfriesisch besiedelten Uthlande im Mittelalter

Vor der Flutkatastrophe in der Mitte des 14. Jahrhunderts war Strand Teil der zum Herzogtum Schleswig gehörigen friesischen Uthlande. Zum ersten Mal erwähnt wird Strand als zum Bistum Schleswig gehörige Propstei in zwei Briefen des Papstes Innozenz III. 1198, der gegenüber dem Propst die schlechten Wege bemängelt. Zur Propstei gehörten auch Föhr, das damals bei Niedrigwasser noch zu Fuß erreichbar war, Amrum und die Halligen. Das Waldemar-Erdbuch von 1231 nennt fünf Harden, die Beltringharde, die Edomsharde, die Pellwormharde und die Wiriksharde sowie die südöstlich liegende Lundenbergharde. Schon damals wurde das fruchtbare Acker- und Weideland von Deichen geschützt und die Moore durch Sielzüge entwässert.
Die kleine Eiszeit im 14. Jahrhundert führte auf Strand zu kalten, nassen Sommern, Missernten und Krankheiten. Zudem stieg der Meeresspiegel und mehrere schwere Sturmfluten überschwemmten das Land und richteten bleibende Schäden an. Besonders die Zweite Marcellusflut oder Grote Mandränke von 1362 traf Strand hart. Vor allem in der Edomsharde wurden zahlreiche Orte, darunter Rungholt, zerstört. Sämtliche bewaldeten Gebiete gingen verloren. Die zuvor nur schmalen und flachen Wattströme zwischen den einzelnen Landstücken wurden tief ausgespült. Der Heverstrom grub sich vom Süden her tief ins Land. Aus den Resten des Landes entstand die Insel (Alt-)Nordstrand. Sie war von einer großen Anzahl Halligen umgeben, im Süden in der Nähe von Rungholt Südfall, Nübel und Nieland, nördlich der Insel entstand eine ganze Kette der unbefestigten kleinen Eilande. Die Lundenbergharde wurde zerschnitten und der größere Teil in den folgenden Jahren durch Eindeichungen mit dem Festland verbunden. In alten Karten wird dieses Gebiet Südstrand genannt. Nur der Hauptort Morsum und zwei kleinere Dörfer blieben bei Nordstrand.

## Zwischen erster und zweiter Mandränke

### Sturmfluten
In den folgenden Jahrhunderten wurde Strand immer wieder von Sturmfluten bedroht. Steuerlisten des Bistums und des Königs belegen zum Teil große Landverluste im 15. und 16. Jahrhundert. Insgesamt verzeichnete das Schleswiger Domkapitelregister von 1450 den Verlust von 24 Kirchspielen auf Strand. Zwar gelang die Wiedergewinnung einzelner überfluteter Landstriche sowie die Wiederherstellung eines Seedeichs, und mehrere Kirchspiele konnten wieder aufgebaut werden. So konnte nach 1456 die Trindermarsch, die seit der Marcellusflut eine Insel gewesen war, wieder eingedeicht werden. 1551 wurde die bei der Allerheiligenflut 1436 abgerissene Pellwormharde wieder mit dem Rest von Strand verbunden, wodurch die Insel die hufeisenförmige Gestalt erhielt, die sie auf den Karten des 17. Jahrhunderts hat.
Doch alle Versuche, Strand wieder mit dem Festland zu verbinden oder die Rungholtbucht über die Hallig Südfall hinweg abzudämmen, scheiterten. Stattdessen verbreiterte der Heverstrom den Sund, weshalb immer wieder ganze Dörfer samt Kirchen landeinwärts versetzt werden mussten. Die Halligen blieben ganz unbedeicht, viele gingen in späteren Sturmfluten wieder unter. Zu den folgenschwersten Überschwemmungen im 16. Jahrhundert zählten die Chronisten die Allerheiligenflut 1532, bei der es zu elf Deichbrüchen kam und 1.500 Menschen ertranken.

### Politische Ereignisse
1350 ist der erste Staller auf Strand bezeugt, ein vom König eingesetzter Statthalter. Von Ingmar, der die Wogemänner bekämpfte, stammte eine der wichtigsten Stallerfamilien ab, deren bekanntester Vertreter im 15. Jahrhundert Laurens Leve aus Morsum war, der durch seine geistlichen Stiftungen noch bis heute in der Kulturgeschichte Schleswig-Holsteins präsent ist.
1423 schlossen drei Strander Harden, Pellworm-, Beltring- und Wiriksharde, gemeinsam mit den Föhrer Harden, Sylt, der Wieding- und der Bökingharde die Siebenhardenbeliebung.
1528 wurde auf Nordstrand, vermittelt durch einige Strander, die in Wittenberg studiert hatten, die Reformation eingeführt. Der erste evangelische Prediger war 1525 Jürgen Boie an der Alten Kirche von Pellworm. Es wurden mehrere Schulen gegründet, so dass die Strander recht gebildet waren. Um 1600 gab es nur wenige Analphabeten und 14 der etwa 25 Prediger der Insel waren im Land geboren. Die Strander galten aber als stur, streitsüchtig und nur auf das Wohl der eigenen Familie bedacht.
Bei der Landteilung 1544 fiel Nordstrand an Herzog Johann (Hans) von Schleswig-Holstein-Hadersleben. Herzog Hans hielt sich häufig auf der Insel auf, kümmerte sich persönlich um die Verbesserung des Küstenschutzes und gab 1555 der Insel eine eigene Kirchenordnung und 1557 das Spadelandsrecht. Das Nordstrander Landrecht von 1572 übernahm größtenteils die Normen der Siebenhardenbeliebung, schaffte aber die Pflicht zur Blutrache ab. Es blieb bis 1900 bestehen. Nach Herzog Hans’ Tod fiel Nordstrand 1581 seinem Bruder Adolf und damit Schleswig-Holstein-Gottorf zu.
1593 wurden die Harden der Landschaft Nordstrand neu eingeteilt, wobei die Reste der stark geschrumpften Lundenberg- und Wiriksharde den drei verbliebenen Harden einverleibt wurden.
Während des Dreißigjährigen Krieges setzten sich die Strander gegen ihren Herzog Friedrich III. und die Zwangseinquartierung kaiserlicher Truppen zur Wehr. Sie argumentierten mit ihren hohen Kosten für den Küstenschutz, die eine zusätzliche Belastung durch fremde Soldaten nicht zulasse. Obwohl Strand zu Schleswig-Holstein-Gottorf gehörte, huldigten die Strander 1629 bei Gaikebüll dem dänischen König Christian IV. Mit dessen Unterstützung schlugen sie zuerst ein kaiserliches und dann ein herzogliches Heer zurück, wurden jedoch schließlich vom Herzog besiegt. Die Instandhaltung der Deiche litt unter diesen Kämpfen.

### Das Leben um 1600
Die Insel war um 1600 durch Seedeiche ringsum gesichert und in mehrere Köge geteilt. Matthias Boetius, Pastor der Strander Gemeinde Eversbüll, nannte 1623 die Insel Strand im Gegensatz zu Südstrand, den landfest gemachten Resten der Lundenbergharde, Nor(d)strandia. In seinem kleinen Buch De Cataclysmo Norstandico beschrieb er sie als flach, morastig und baumlos. Als Brennmaterial wurde daher Heidekraut und Torf verwendet. Holz als Baumaterial musste von weither eingeführt werden. Letzteres bedeutete große Schwierigkeiten bei der Beschaffung der für die damals üblichen Stackdeiche notwendigen Holzmengen. Schon damals lag das Land nämlich bis auf wenige erst kurz zuvor eingedeichte Köge wie den Amsinckkoog und das große Moor im Norden der Insel tiefer als der Meeresspiegel bei Flut. Wenn es bei Sturmfluten zu Deichbrüchen kam, hatten diese daher oft zur Folge, dass das Land bis hin zum nächsten Mitteldeich zweimal täglich überschwemmt wurde, ehe eine Reparatur der Deiche gelang. Die Folge waren tiefe Ausschwemmungen und mehrjährige Ernteausfälle.
Trotzdem galt Strand als fruchtbar und wohlhabend. Der Großteil der 8610 Einwohner in 1779 Haushalten war in der Landwirtschaft tätig, entweder als freie Bauern oder als Landarbeiter. Zusätzlich lebten zahlreiche Handwerker auf der Insel, sowie Tagelöhner und Dienstboten, die nicht zur ständigen Einwohnerschaft gerechnet wurden. Boetius’ Zeitgenosse, der Odenbüller Pastor Johannes Petersen (oder Peträus) schwärmte von den reichen Erträgen der gedüngten Moorböden und des fruchtbaren Klei. Außer dem Getreideanbau waren Ochsenmast und Milchwirtschaft wichtige Wirtschaftszweige. Daneben wurde Salz aus Salztorf gewonnen, was zwar den Wohlstand der Einwohner mehrte, jedoch das Land innerhalb der Deiche weiter absinken ließ. Die Erträge wurden von mehreren kleinen Häfen aus exportiert.

## Die Katastrophe

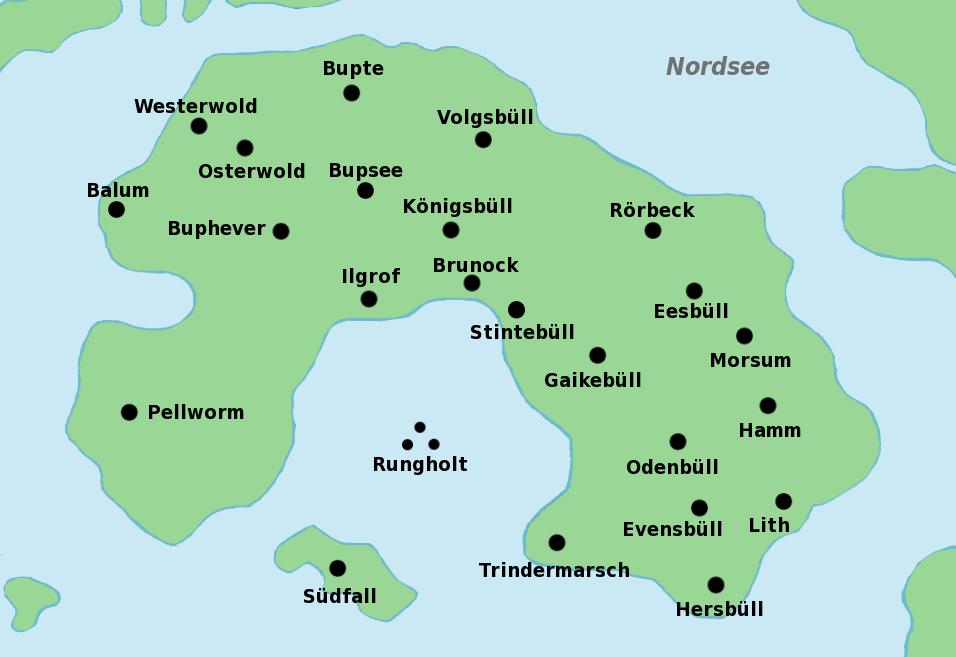
Die Insel Strand vor dem Untergang 1634

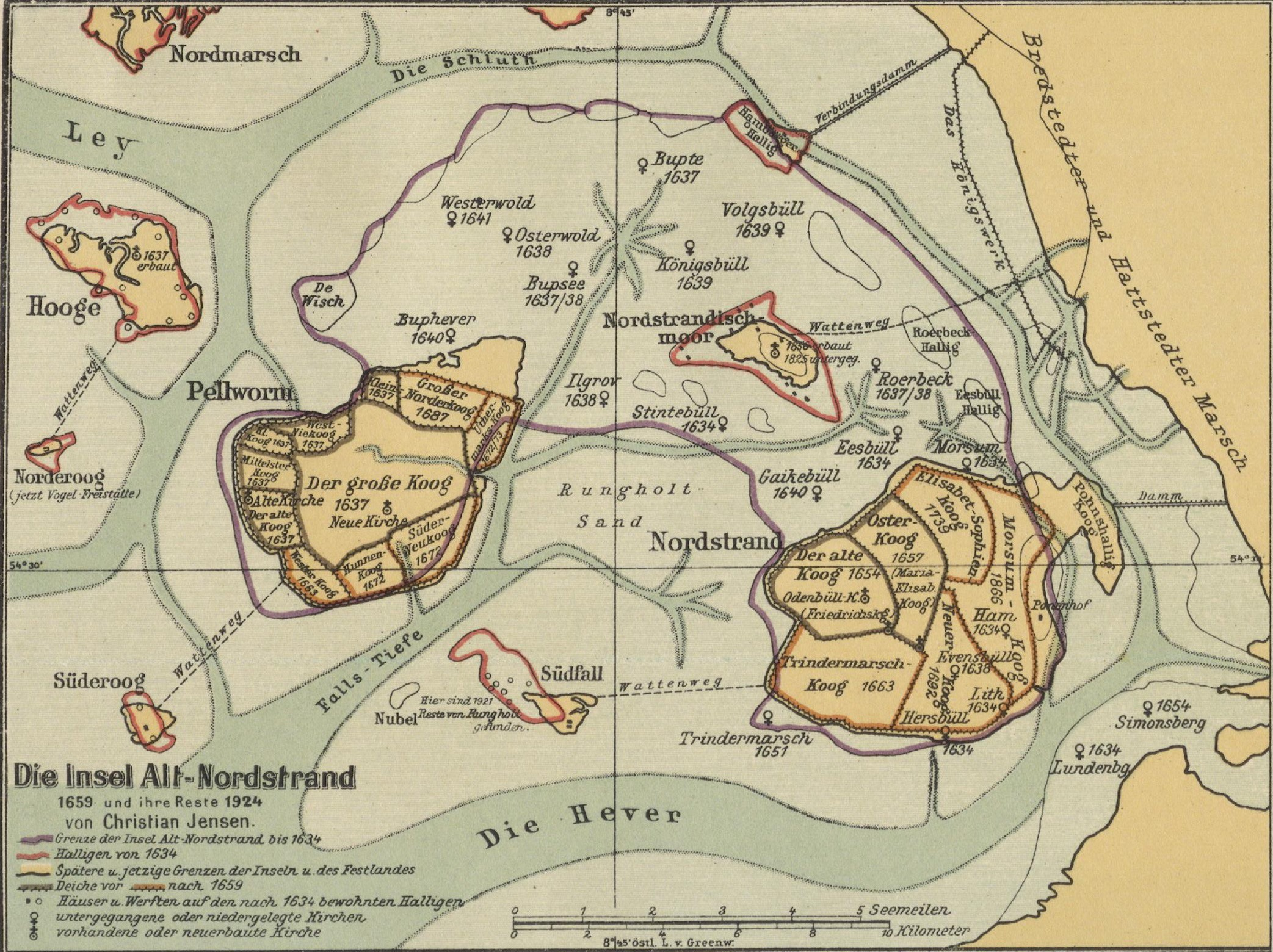
Karte von Christian Jensen zur Situation vor der Burchardiflut 1634 und im Vergleich hierzu 1924

### Situation zu Anfang des 17. Jahrhunderts
Anfang des 17. Jahrhunderts wurde Strand von mehreren schweren Sturmfluten getroffen, die schließlich zum Untergang der Insel führten. Als besonders schlimm schildert Boetius eine Reihe von Überschwemmungen 1612, bei denen das Land von September bis Dezember unter Wasser stand, und die Große Schadensflut von 1615, die rund 40 Wehlen in die Deiche schlug, selbst den mitten durch die Insel gezogenen Moordeich beschädigte, 300 Menschen den Tod brachte, drei Kirchen zerstörte und fast das gesamte Gebiet zwischen den heutigen Inseln Pellworm und Nordstrand überspülte. Erst drei Jahre später gelang es, die Deichbrüche wieder zu schließen, obwohl der Herzog großzügige Darlehen vergeben hatte und mit Johann Clausen Rollwagen seinen fähigsten Mann zum Deichgrafen ernannt hatte. Die Kirchen von Ilgrof und Stintebüll wurden neu aufgebaut, das dazwischenliegende Kirchspiel Brunock aber aufgegeben.
Weitere schwere, fast jährlich eintretende Fluten zwischen 1617 und 1631, besonders die Fastnachtsflut 1625, eine Eisflut, führten zu immer neuer Beschädigung der Deiche, oft ehe vorherige Schäden repariert werden konnten. Laut Boetius verzögerten zudem Auseinandersetzungen um Zuständigkeiten die Arbeiten, während gleichzeitig Neulandgewinnung bei Pellworm Arbeitskräfte anderweitig band. Besonders die Mitteldeiche wurden vernachlässigt. Erschwerend hinzu kam die Belastung durch die Einquartierungen im Dreißigjährigen Krieg und der Verlust an Arbeitskräften durch die Pest, die von 1598 bis 1603 und wieder 1630 wütete. Zudem band die Rückzahlung des herzoglichen Kredits von 1615 die finanziellen Mittel der Einwohner.

### Burchardiflut
In der Burchardiflut in der Nacht vom 11. auf den 12. Oktober 1634 brach die damals 220 km² große Insel auseinander. Innerhalb weniger Stunden zog ein Orkan auf, der zunächst von Südwest blies und dann bei Springflut nach Nordwest drehte. Das Wasser drang so erst von Süden her in die Rungholter Bucht, wo sich ein Windstau bildete, dem die ohnehin beschädigten Deiche bei Ilgrof und Stintebüll nicht standhalten konnten. Nachdem der Wind gedreht hatte, brachen auch die Deiche im Norden und Osten der Insel. Das Wasser durchbrach von beiden Seiten den Moordeich und verschaffte sich damit einen Weg quer durch die Insel. Alle Köge wurden innerhalb weniger Stunden überschwemmt. Rund 6400 Bewohner, mehr als zwei Drittel der Einwohner, ertranken, dazu eine unbekannte Anzahl auswärtiger Deich- und Erntearbeiter. 1339 Häuser, 28 Windmühlen und sechs Glockentürme wurden weggetrieben, über 50.000 Stück Vieh kamen um, die gesamte Ernte ging verloren.
Zwischen Ost- und Westteil des ehemaligen Alt-Nordstrands bildete sich der Norderhever (Fallstief). Nördlich von Pellworm entstand das Rummelloch. Da das eingedrungene Wasser wegen der tiefen Lage des Landes nicht ablaufen konnte, vielmehr durch die täglichen Tide die Deichbrüche stetig vergrößert wurden, verwandelte sich das überschwemmte Kulturland schnell in Watt. Deshalb waren auf Nordstrand die Landverluste größer als bei den ebenfalls überfluteten Festlandgebieten.

### Folgen

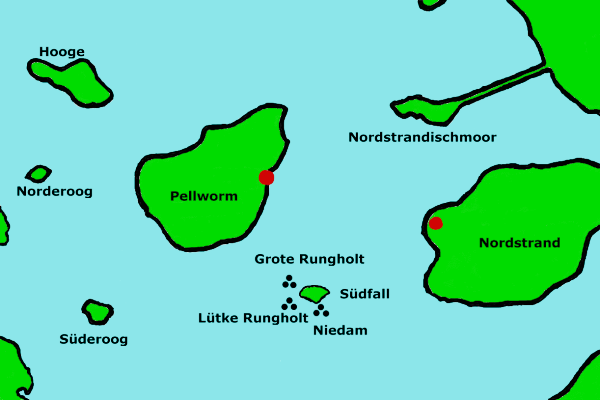
Die heutigen Überreste der ehemaligen Insel Strand mit der Lage von Rungholt

Der Großteil der überfluteten Gebiete konnte nicht wiedergewonnen werden. Nur auf Pellworm gelang es den Überlebenden, die Deiche mit Hilfe holländischer Deichbauer wieder zu befestigen und bis 1637 vier Köge zurückzugewinnen. Sie mussten dafür allerdings viel Land an die Holländer verkaufen. Der Rest des Landes blieb über 20 Jahre lang dem Meer ausgesetzt. 18 Kirchspiele mussten aufgegeben werden. Einwohner, die zunächst auf ihren Warften ausgeharrt und vergeblich die Wiedereindeichung versucht hatten, wurden zur Abwanderung gezwungen, denn obwohl Herzog Friedrich III. 1635 die Landflucht verbot, stellte er keine Unterstützung zur Verfügung.
Stehengebliebene Gebäude, die durch die tägliche Umspülung bald baufällig wurden, wurden abgebrochen, um wenigstens das Baumaterial zu bergen. Auch an den zunächst erhaltenen Kirchen wurde spätestens 1640 der Gottesdienst eingestellt, als der Herzog den Abbruch anordnete. Die erhaltene Kirchenausstattung wurde verkauft. So gelangte die von „Hertoch Hans“ und Jürgen Boie 1562 gestiftete und von Michel Dibler gegossene Glocke von Buphever nach Osterhever, die aus Eichenholz geschnitzte Kanzel der Evensbüller Kirche kam nach Ockholm, die Volgsbüller Kanzel nach Klanxbüll und Taufstein und Altar von Rörbeck nach Bordelum. Der 1644 gebauten lutherischen Kirche von Friedrichstadt stiftete der Herzog die Kanzel der Kirche von Lith, den Altar von Trindermarsch, der allerdings nicht mehr erhalten ist, und eine Glocke von Königsbüll. Die bei der Flut ebenfalls schwer beschädigte St.-Johannis-Kirche auf Hallig Hooge wurde 1637 mit Steinen der erst 1624 neuerrichteten Kirche von Osterwohld neu aufgebaut und erhielt auch Taufbecken, Kanzel und Gestühl aus Osterwohld. Auch die St.-Nicolai-Kirche von Nordleda im Hadelner Land kaufte einen Flügelaltar einer untergegangenen Kirche. Die häufig mit diesen Neuerwerbungen verbundenen Legenden, dass diese Ausstattungsstücke im Sturm angespült und geborgen wurden, entsprechen sicherlich nicht der Wahrheit.
Bereits 1642 schufen Johannes Heimreich, der Vater des Chronisten Anton Heimreich, und der Landschreiber Novogk eine neue Verwaltungsordnung, nach der als einzige Verwaltungseinheit die Pellwormharde blieb. Die Edomsharde war bis auf Odenbüll, dem einzigen Kirchspiel, dessen Kirche erhalten ist, und Teile von Gaikebüll, heute Nordstrand, untergegangen. Von der Beltringharde war kein Kirchspiel übriggeblieben. Auch die meisten Halligen, die als Reste der nordöstlichen Küstenlinie nach der Flut noch aus dem Wasser ragten, wurden in den folgenden Jahrzehnten abgetragen. Nur der erst wenige Jahre zuvor gewonnene Hamburger Koog blieb als Hamburger Hallig bestehen.
Während sich einige Überlebende auf dem Moor, der heutigen Hallig Nordstrandischmoor, und den Halligen Gröde, Langeneß und Hooge ansiedelten, wo nun auch Kirchen gebaut wurden, verließen viele das Land, dessen Wiedergewinnung sie aus eigenen Kräften nicht leisten konnten, und wanderten nach Holland oder in die Uckermark aus. Laut dem Bericht des Gaikebüller Predigers Matthias Lobedantz blieben nur 400, höchstens 1000 Menschen übrig. Spätestens der Oktroy von Herzog Friedrich III., der Deicharbeiter aus Brabant anwarb, um aus den Überresten der Edomsharde neue oktroyierte Köge zu gewinnen, verdrängte die friesische Bevölkerung von Nordstrand. Der Dialekt der Insel, das Strander Friesisch, in dem einige der frühesten erhaltenen schriftlichen Zeugnisse der nordfriesischen Sprache verfasst sind, starb aus.